# Gustave Massiah
Gustave Massiah (1941) es un economista, urbanista y analista político francés. Fue profesor de arquitectura en la École Spéciale d'Architecture de París y director del CRID (Centre de recherche et d'information sur le développement, en castellano: Centro de investigación e información sobre el desarrollo).
Gustave Massiah es uno de los fundadores de la sección francesa de Attac, de la cual fue vicepresidente hasta 2006 y en la que permanece como miembro de su consejo científico.

## Obra

### Libros
- 1975, La Crise de l’impérialisme, con Samir Amin, Alexandre Faire y Mahmoud Hussein, Editions de Minuit, Paris

- 1988, Villes en  développement - Essai sur les politiques urbaines dans le tiers monde, con Jean-François Tribillon, La Découverte, Paris

- 2000, Une économie au service de l’homme, de la universidad de verano de ATTAC, agosto de 2000. Gustave Massiah Report: «De l’ajustement structurel au respect des droits humains », Éditions Mille et une nuits.

- 2004, Le développement a-t-l un avenir ? Pour une économie solidaire et économe, con Jean-Marie Harribey, Éditions Mille et une nuits.

- 2011, Une stratégie de l'altermondialisme, con Élise Massiah, Collection : Cahiers libres, La Découverte, {ISBN : 9782707165411} (Hay traducción en castellano: Una estrategia altermundialista, Capital Intelectual, 2012).

### Filmografía
- L'Altermondialisation entre idées reçues et réalités, de et avec Gustave Massiah. Conférence filmée, 2006.